# Glenn Holm
Glenn Holm (Son, 9 marzo 1969) è un ex calciatore norvegese, di ruolo difensore.

## Carriera

### Club
Holm giocò per il Soon, prima di passare al Moss. Esordì nella 1. divisjon in data 1º maggio 1988, quando fu titolare nella sconfitta per 2-1 sul campo del Rosenborg. L'anno dopo, si trasferì al Fredrikstad, dove rimase fino al 1991. Successivamente, tornò al Soon.

### Nazionale
Conta una presenza per la Norvegia. Il 26 aprile 1988, infatti, giocò nel pareggio a reti inviolate contro la Svezia.